# Heronova formula
Heronova formula tvrdi da je površina A, trokuta čije su stranice a, b i c, jednaka:
{\displaystyle A={\sqrt {s(s-a)(s-b)(s-c)}}}
gdje je s – poluopseg trokuta:
{\displaystyle s={\frac {a+b+c}{2}}.}
Heronova formula se može isto pisati:
{\displaystyle A={\ {\sqrt {(a+b+c)(-a+b+c)(a-b+c)(a+b-c)\  \over 16}}\,}}
{\displaystyle A={\ {\sqrt {2(a^{2}b^{2}+a^{2}c^{2}+b^{2}c^{2})-(a^{4}+b^{4}+c^{4})\  \over 16}}\,}}
{\displaystyle A={\frac {1}{4}}{\sqrt {(a^{2}+b^{2}+c^{2})^{2}-2(a^{4}+b^{4}+c^{4})}}.}
Heronova formula je dobila naziv prema starogrčkom matematičaru Heronu. Još jedan oblik Heronove formule je:
{\displaystyle A={\frac {1}{2}}{\sqrt {a^{2}c^{2}-\left({\frac {a^{2}+c^{2}-b^{2}}{2}}\right)^{2}}}}
Za trokute koji imaju vrlo male kutove, praktičniji je drugi oblik Heronove formule:
{\displaystyle A={\frac {1}{4}}{\sqrt {(a+(b+c))(c-(a-b))(c+(a-b))(a+(b-c))}}.}